# Соколов, Николай Дмитриевич (адвокат)
Николай Дмитриевич Соколов (25 мая [6 июня] 1870, Петергоф, Санкт-Петербургская губерния — 26 июля 1928, Ялта) — адвокат, социал-демократ, член ВВНР.

## Биография
Отец Николая Соколова — Соколов, Дмитрий Павлович был протоиерей и придворный священнослужитель, духовник царской семьи.
Николай Дмитриевич Соколов стал присяжным поверенным. В 1885—1896 печатал статьи по вопросам права и политэкономии в «Мире Божьем», «Образовании», журнале «Жизнь» и других изданиях.
В 1894 привлекался к дознанию по делу народовольцев. В 1896 году арестован по обвинению в участии в «Союзе борьбы за освобождение рабочего класса». В 1898 выслан в Ревель.
Известно что 26 ноября 1905 года Соколова в его доме по адресу Санкт-Петербург, Малая Морская ул., 14 посетил Владимир Ленин. В 1906 Соколов выступал защитником по политическим и аграрным делам в военных судах в Митаве и Риге. В сентябре 1906 временным генерал-губернатором Прибалтийского края Соллогубом выслан из края.
В качестве адвоката участвовал во многих политических процессах. Выступал по делам Хрусталёва-Носаря, Фондаминского-Бунакова, военной организации РСДРП, редакторов «Начала», «Северного голоса», «Вестника жизни» и других. В 1909—1910 годах был юрисконсультом социал-демократической фракции в Государственной думе III созыва.
В 1910-е годы Соколов был членом Верховного совета Великого востока народов России, членом лож «Гальперна» и «Гегечкори».
В 1912 году выдвигался на выборах в Государственную Думу 4-го созыва по г. Петербургу.
В 1914 году по скандальному «Делу 25 адвокатов» за оскорбление Киевской судебной палаты был приговорён к 8-месячному тюремному заключению. По кассационной жалобе тюремное заключение было заменено запретом заниматься адвокатской практикой в течение 8 месяцев.
В октябре-ноябре 1916 участвовал вместе с Керенским в конспиративных собраниях на квартире Н. С. Чхеидзе.
Активный участник Февральской революции. Наибольшую известность получила его деятельность в марте 1917 года когда он был секретарём исполкома Петросовета и одним из авторов и редакторов «Приказа № 1», положившему начало распаду Русской армии.
Был также членом предпарламента. Состоял членом Чрезвычайной следственной комиссии Временного правительства по делам бывших царских министров.
Социал-демократ по убеждениям, однако в партиях не состоял.
После Октябрьской революции Соколов работал юрисконсультом Советского правительства, занимая должности в разных советских учреждениях. Был членом Московской губернской коллегии защитников.